# Burkštinas
Burkštinas neboli Žemupis, je potok na západě Litvy (Klaipėdský kraj), v okrese Kretinga. Je dlouhý 11,4 km. Povodí má rozlohu 36,6 km². Pramení 1 km na západ od vsi Žadeikiai. Teče směrem západním. Do Akmeny (tato řeka se na dolním toku nazývá Danė) se vlévá jako její levý přítok 35,1 km od jejího ústí u čtvrti Kretingy Padvariai, v místě, kde Akmena protéká rybníkem (jeho rozloha: 82 ha, založen r. 1981) a kde i sám Burkšinas je silně rozšířen zatopením jeho údolí. Před tím protéká ještě dvěma menšími rybníky: první u vsi Klibiai, další menší na východním okraji Padvariů. Přes potok vede silnice Kretinga – Kūlupėnai a železniční trať Klaipėda – Kretinga – Plungė – Vilnius.

## Přítoky
- Levé: Varninis (délka: 2,4 km; plocha povodí: 2,7 km²; vlévá se 8,5 km od ústí, hydrologické pořadí: 20010541), B – 1 (d. – 2,8 km; p.p. – 2,5 km²; 7,0 km od ústí, 20010542), Raudonupis (d. – 4,4 km; p.p. – 13,4 km²; 4,3 km od ústí, 20010544),
- Pravé: Dirsupis (d. – 7,9 km; p.p. – 7,2 km²; 5,7 km od ústí, 20010543),
- Další málo významné přítoky.

## Jazykové souvislosti
Velmi řídce (jen v přirovnání) je v litevštině použito obecné slovo burkštinas (červený jantar) (raudonas kaip burkštinas – červený jako červený jantar/analogické přirovnání v češtině:zdravý jako řípa; krev a mlíko) (německý ekvivalent: Bernstein).